# Fox (jeu vidéo)
 (juillet 2023).
Si vous disposez d'ouvrages ou d'articles de référence ou si vous connaissez des sites web de qualité traitant du thème abordé ici, merci de compléter l'article en donnant les références utiles à sa vérifiabilité et en les liant à la section « Notes et références ».
Fox est un jeu vidéo d'action développé par Florent Cogneaux et édité par Shift Éditions en 1985 pour l'ordinateur Thomson MO5. Shift Éditions était également l'éditrice du magazine Hebdogiciel, une publication informatique populaire à l'époque.
Dans ce jeu, le joueur contrôle un hélicoptère et doit ramasser des champignons dans des « grottes » remplies de mousses, de lasers et d'araignées. Le jeu comprend 16 niveaux variés, offrant différents défis à relever grâce à cinq vies et six grenades.
Une référence à ce jeu, comprenant des informations détaillées, des photos et des téléchargements pour émulateur, est disponible sur le site du projet DC-Moto.